# Julius Wedell
 Der er flere personer med dette navn, se Julius Wedell-Wedellsborg.
Julius Carl Hannibal lensgreve Wedell(-Wedellsborg) (26. juli 1881 på Borupgård ved Helsingør – 25. februar 1963 i Odense) var en dansk godsejer, kammerherre og hofjægermester, gift med Inger Wedell og far til Tido Wedell.
Wedell var søn af kammerherre, lensgreve Bendt Wedell og hustru Maria f. komtesse Knuth, tog filosofikum 1904 og blev gift 26. januar 1907 i Hammel Kirke med komtesse Inger Krag-Juel-Vind-Frijs, datter af Mogens Frijs. Fra 1908 til 1912 var han attaché honoraire i London og blev 1918 hofjægermester. Fra 1920 ejede han grevskabet Wedellsborg, som gennemgik lensafløsningen 1926. Han var fra 1922 formand for Lensgreve Karl Wedells Stiftelse og købte 1925 af Lensgreve Karl Wedells Stiftelse Frederiksgave hovedbygning og park for 1.000.000 kr., af hvilken en del af udstykningen i forbindelse med lensafløsningen foregik. 1932 blev han kammerherre. 16. december 1935 blev han Ridder af Dannebrogordenen, 1. januar 1941 fik han Dannebrogmændenes Hæderstegn og 26. juni 1949 blev han Kommandør af 2. grad. Han bar en række udenlandske ordener og var bl.a. æresridder af Johanniterordenen.
Julius Wedell solgte 1942 Frederiksgave til konsul Th. Andersen fra Odense Vinkompagni. Han gennemførte flere landvindingsarbejder ved Wedellsborg og Sparretorn, forbedrede i flere tilfælde forholdene for godsets husmænd og landarbejdere og iværksatte en modernisering og restaurering af Wedellsborg.
Wedell var medlem af repræsentantskabet for Aktieselskabet Det Udenlandske Skovindustriselskab, næstformand for De Samvirkende fynske Hesteavlsforeninger for jysk Avl, medlem af bestyrelsen for Foreningen af Skov- og Landejendomsbesiddere, men meldte sig ud af foreningen efter besættelsens ophør, og medlem af bestyrelsen for Andelsmejeriet Wedellsborg. 